# Verdadeiro muônio
O muônio verdadeiro é um átomo exótico previsto teoricamente composto de um múon e um antimúon. Ainda não foi observado, mas pode ter sido gerado na colisão de feixes de elétrons e pósitrons.